# Fnac
Fnac (phát âm tiếng Pháp: [fnak]) là 1 chuỗi cửa hàng bán lẻ về các sản phẩm điện tử và văn hóa, thành lập bởi André Essel và Max Théret năm 1954.

## Lịch sử

### Năm 1960 và 1970
Théret rời công ty vào năm 1981.
Năm 1981, FNAC mở một cửa hàng ở Brussels, Bỉ dưới quản lý của Sodal, một liên doanh giữa FNAC (40%) và GIB (60%). GIB, sau, thêm ba cửa hàng ở giữa năm 1980, tại Ghent, Antwerpvà Bỉ.